# Brachopsis nupera
Brachopsis nupera là một loài bọ cánh cứng trong họ Cerambycidae.